# Флаг Виктории
Флаг штата Виктория представляет собой британский синий кормовой флаг, справа на полотнище которого находится эмблема штата — Южный Крест, над которым расположена императорская корона, которой сейчас является корона святого Эдуарда. Звезды Южного Креста белые и имеют от пяти до восьми лучей. Каждая звезда развёрнута вершиной вверх. Флаг был впервые утвержден в 1870 году
и, с того момента претерпел лишь небольшие изменения, последнее из которых было в 1901 году. Это единственный флаг среди 6 штатов Австралии, на котором эмблема штата не изображена на фоне круга.

## Предыдущие флаги
Первый флаг Виктории был принят в 1870 году и впервые поднят на борту корабля HMVS Nelson 9 февраля 1870 года. На тот момент, он был практически идентичен современному 
флагу Австралии. Поводом для принятия этого флага послужило то, что Виктория стала первой австралийской колонией, которая приобрела военный корабль. В соответствии с британским законом о колониальной военно-морской обороне 1865 года, Виктории был необходим флаг, чтобы отличать свои суда от других кораблей Британской Империи.
В то же время, красный кормовой флаг был ошибочно утверждён для использования гражданскими судами, зарегистрированными в колонии Виктория. Несмотря на юридическую недействительность, красный кормовой флаг продолжал использоваться и был поднят наряду с флагом Великобритании во время празднований федерализации Австралии в 1901 году, после чего был заменен на флаг королевского австралийского военно-морского флота.
В 1877 году Виктория стала использовать флаг, похожий на нынешний. В 1901 году губернатор Виктории Джордж Боуэн уведомил министра колоний, что корона, использовавшаяся королевой Викторией при её жизни и изображенная тогда на флаге Виктории, была заменена на корону Святого Эдуарда, которую предпочел вошедший на трон Эдуард VII.
- Флаг Виктории, 1870–1877
- Викторианский красный кормовой флаг, 1870–1877
- Флаг Виктории, 1877–1901
- Современный флаг Виктории, с 1901